# Тісмана (Мехедінць)
Тісмана (рум. Tismana) — село у повіті Мехедінць в Румунії. Входить до складу комуни Девесел.
Село розташоване на відстані 272 км на захід від Бухареста, 12 км на південь від Дробета-Турну-Северина, 93 км на захід від Крайови.

## Населення
За даними перепису населення 2002 року у селі проживали 184 особи, усі — румуни. Усі жителі села рідною мовою назвали румунську.